# フータ (キーウ州)
フータ（ウクライナ語：Гу́та；意訳：「硝子製造所」）は、ウクライナのキーウ州ビーラ・ツェールクヴァ地区にある村。レプヤーシュカ湖の湖岸に位置する。1600年に創建された。面積は約1.2km²（2005年）。人口は301人（2005年）。